# Odiljon Hamrobekov
Odiljon Hamrobekov hoặc Xamrobekov (sinh ngày 13 tháng 2 năm 1996) là một tiền vệ bóng đá người Uzbekistan thi đấu cho câu lạc bộ Pakhtakor Tashkent tại Uzbekistan Super League và đội tuyển bóng đá quốc gia Uzbekistan.

## Sự nghiệp quốc tế
Hamrobekov ra mắt quốc tế cho Uzbekistan vào ngày 14 tháng 11 năm 2017 trong trận giao hữu với Các Tiểu vương quốc Ả Rập Thống nhất.

## Danh hiệu

### Câu lạc bộ
Nasaf
- Uzbek League á quân (1): 2017
- Uzbek Cup (1): 2015
- Uzbek Cup á quân (2): 2013, 2016
- Uzbekistan Super Cup (1): 2016

### Quốc tế
- Giải vô địch bóng đá U-23 châu Á: 2018

### Cá nhân
- Cầu thủ xuất sắc nhất Giải vô địch bóng đá U-23 châu Á: 2018

## Thống kê sự nghiệp

### Quốc tế
| Đội tuyển quốc gia Uzbekistan | Đội tuyển quốc gia Uzbekistan | Đội tuyển quốc gia Uzbekistan |
| Năm                           | Tham dự                       | Bàn thắng                     |
| ----------------------------- | ----------------------------- | ----------------------------- |
| 2017                          | 2                             | 0                             |
| 2018                          | 6                             | 0                             |
| 2019                          | 7                             | 0                             |
| 2020                          | 4                             | 0                             |
| 2021                          | 3                             | 0                             |
| 2022                          | 7                             | 0                             |
| 2023                          | 12                            | 0                             |
| 2024                          | 5                             | 1                             |
| Tổng số                       | 51                            | 1                             |

Số liệu thống kê tính đến ngày 3 tháng 2 năm 2024
| #  | Ngày               | Địa điểm                             | Đối thủ | Bàn thắng | Kết quả | Giải đấu           |
| -- | ------------------ | ------------------------------------ | ------- | --------- | ------- | ------------------ |
| 1. | 3 tháng 2 năm 2024 | Sân vận động Al Bayt, Al Khor, Qatar | Qatar   | 1–1       | 1–1     | AFC Asian Cup 2023 |